# 杜文燧
杜文燧（越南语：／；1872年—？年），越南阮朝官員。

## 生平
杜文燧是南定省義興府務本縣月邁社（今屬南定省務本縣雄王社月邁村）人，嗣德二十五年（1872年）出生。成泰十二年（1900年），杜文燧參加河南場鄉試，考中舉人。成泰十六年（1904年），會試次中格，會試出榜後因有親人去世，杜文燧請求回鄉料理喪事，獲得允准，沒有參加殿試。三年後（1907年），杜文燧被准許參加殿試，考中副榜。維新年間，曾任橫蒲、安化知縣。